# Joaquina Bernuy y Valda
Joaquina Bernuy y Valda (Madrid, 2 de març de 1817-7 de febrer de 1858) va ser una aristòcrata i pianista espanyola.
Va néixer a Madrid el 2 de març de 1817, en una família noble. Era filla de Francisco de Bernuy y Valda i d'Ana de Valda y Teijeiro, marquesos de Valparaíso i comtes de Montealegre.
Estudià solfeig amb José Ordóñez Mayorito i piano amb el mestre Damián Viñals. Va actuar amb el piano als diversos concerts que organitzaven els seus pares a casa seva, on assistien les persones més notables de la capital, on es va sentir per primera vegada simfonies d'òperes com GuillaumeTell i Le Siège de Corinthe de Rossini. Bernuy hi demostrà una gran habilitat com a pianista, així com les seves germanes Carmen i Soledad, que també hi participaven.
En l'àmbit personal, va casar-se amb Bernabé Morcillo de la Cuesta, que la va sobreviure.
Va morir a Madrid el 7 de febrer de 1858.